# تاريخ البيشمركة
كانت قوات البيشمركة تاريخيا قوات حرب عصابات كردية تقاتل القوة الحاكمة في منطقة ما يعرف الآن بكردستان العراق . في عهد محمود البرزنجي ، قاتلت قوات البيشمركة ضد الإمبراطورية البريطانية بعد الحرب العالمية الأولى . كما قادوا الثورات ضد الحكومة العراقية في عامي 1931 و1932 وضد إيران في عامي 1946 و1947. تحت قيادة مصطفى بارزاني ، حاربت قوات البيشمركة الحكومة العراقية في الحربين العراقيتين الكردية الأولى والثانية في الستينيات والسبعينيات، ودعمت إيران في الحرب العراقية الإيرانية في الثمانينيات. انقسمت قوات البيشمركة بين القوات الموالية للحزب الديمقراطي الكردستاني وتلك الموالية للاتحاد الوطني الكردستاني ، وهو الانقسام الذي أدى إلى الحرب الأهلية الكردية العراقية في الفترة 1995-1998. بعد غزو العراق عام 2003 ، أصبحت قوات البيشمركة القوات العسكرية الرسمية لإقليم كردستان ، الذي يحكمه تحالف الحزب الديمقراطي الكردستاني والاتحاد الوطني الكردستاني. لقد لعبت قوات البيشمركة دورا هاما في استعادة الأراضي التي احتلها تنظيم الدولة الإسلامية في العراق والشام .

## ثورة الشيخ محمود البرزنجي (1919–1923)
الشيخ محمود البرزنجي أول قائد لقوات البيشمركة
تحالف مقاتلو القبائل من إيران والعراق بسرعة مع الشيخ محمود مع ازدياد نجاحه في معارضة الحكم البريطاني. وفقًا لمكدوال، كانت قوات الشيخ “تتكون في الغالب من مستأجري بارزنجا والقبائل، والهموند تحت قيادة كريم فتاح بيك، والفئات المتمردة من قبائل الجاف، الجباري، شيخ بيزيني وشوان”. ازدادت شعبية وعدد قوات الشيخ محمود بعد كمينهم لعمود عسكري بريطاني